# Mac OS X Leopard
Mac OS X Leopard, Versionsnummer 10.5, ist die sechste Hauptversion von macOS, dem Desktop-Betriebssystem und als Mac OS X Server 10.5 dem Server-Betriebssystem von Apple, das seinerzeit unter dem Namen Mac OS X eingeführt wurde. Es folgte auf Mac OS X Tiger, Version 10.4, und wurde ab dem 26. Oktober 2007 ausgeliefert, nachdem es aus Kapazitätsgründen (zur rechtzeitigen Fertigstellung des Mobiltelefons iPhone) um etwa ein halbes Jahr verschoben werden musste.
Zu den größten Neuerungen gehörte, abgesehen von einer modernisierten Oberfläche (transparente Menüleiste, dreidimensionales Dock mit „Stacks“, virtuelle Arbeitsbereiche „Spaces“, einheitliches Layout, neue Icons), unter anderem ein neuer Finder mit neuer Seitenleiste, der „Cover Flow“-Ansicht, der Dateivorschau „Quick Look“ sowie mit der Möglichkeit, auch andere Rechner im Netz zu durchsuchen. Außerdem ist eine Datensicherungssoftware namens Time Machine integriert. Boot Camp ermöglicht auf mit Intel-Prozessoren ausgerüsteten Apple-Computern die Installation von Windows ab Windows XP mit Service Pack 2 parallel zu Mac OS X auf einer abgetrennten Partition. Leopard ermöglicht außerdem den 64-Bit-Betrieb bei Applikationen mit grafischer Benutzeroberfläche. Weitere größere Neuerungen finden sich zudem in Safari, Mail, iCal, iChat, Vorschau und der Kindersicherung.
Leopard darf als erstes Derivat der Berkeley Software Distribution offiziell den Markennamen „UNIX“ (in Großbuchstaben oder Kapitälchen) tragen, da es konform mit der Single UNIX Specification UNIX 03 der Open Group ist.
Als Letzte Aktualisierung wurde am 5. August 2009 Version 10.5.8 veröffentlicht. Das Nachfolge-Betriebssystem ist Version 10.6, heißt Mac OS X Snow Leopard und wurde am 28. August 2009 veröffentlicht. Leopard ist die letzte Mac-OS-X-Version, die den PowerPC-Prozessor unterstützt. Die folgenden Versionen laufen nur noch auf der 32-Bit-x86-Architektur IA-32 (meist nur „x86“) bzw. x86-64 (64-Bit-x86) der damals zur Unterscheidung so bezeichneten Intel-Macs.

## Features/Neuerungen
Mac OS X Leopard enthält zahlreiche Programme, die häufig gebrauchte Funktionen erfüllen. Multimedia-Anwendungen fehlen im Lieferumfang des Systems zwar fast vollständig, werden aber mit einem Programmpaket namens iLife zusammen mit der Apple-Hardware ausgeliefert. Für Büroanwendungen enthält Mac OS X lediglich das einfache Textverarbeitungsprogramm TextEdit und den Kalender iCal.
Die Classic-Umgebung wurde mit Leopard eingestellt, sodass das Virtualisieren von Mac OS 9 und damit das Ausführen älterer Macintosh-Programme damit nicht mehr möglich ist. Es gibt jedoch alternative Virtualisierungsprogramme bzw. Emulatoren, die auch unter Leopard laufen, wie etwa der freie SheepShaver.
Mac OS X bietet in Version 10.5 laut Apple im Vergleich zur Vorversion über 300 neue Funktionen. Dazu zählen unter anderem:
Benutzerfunktionen
- Neuer Automator, mit dem sich schneller Arbeitsabläufe erstellen lassen
- verbesserter Finder mit neuen Funktionen
- Boot Camp, Software, mit der sich Microsoft Windows auf einem Intel-Mac installieren lässt
- Animiertes 3D-Dock
- Videoaufnahme in Photo Booth möglich
- Safari 3 als Browser (auch für Tiger verfügbar)
- Spotlight kann nun Computer übers Netzwerk durchsuchen und verfügt über Taschenrechner-Funktionen
- Spaces (multiple virtuelle Arbeitsbereiche)
- Time Machine
- Mail 3

Entwicklerfunktionen
- Native Unterstützung von vielen Bibliotheken und Frameworks für 64-Bit-Applikationen
- OpenGL wurde auf die neueste Version 2.1 aktualisiert
- Keine Unterstützung für Mac OS-Classic-Applikationen mehr
- Zertifizierung als Unix
- Core Animation
- Dashcode

## Systemvoraussetzungen
Apple gibt für Leopard die folgenden Systemvoraussetzungen an:
- Mac-Computer mit Intel-Prozessor (x86), PowerPC G4- (mit 867 MHz oder schneller) oder G5-Prozessor
- mindestens 512 MB RAM
- FireWire (integriert)
- DVD-Laufwerk zur Installation
- 9 GB freier Speicher auf der Festplatte

Leopard liegt als Universal Binary vor, was die Unterstützung von mehr als einer Architektur mit derselben Installation ermöglicht. Auf Macs, die mit Leopard kompatibel sind, sind dies die Prozessorarchitekturen PowerPC (PPC G4 von Motorola und G5 von IBM) und IA-32 (auch „x86-32“, die 32-Bit-) bzw. x64 (auch „x86-64“, die 64-Bit-x86-Architektur) mit x86-Prozessoren von Intel (Core Solo/Core Duo/Core 2 Duo/Xeon).

## Sicherheit
Zum Thema Sicherheit, siehe den Hauptartikel.

## Versionsgeschichte
| Mac-OS-X-Version | -Build | Erscheinungsdatum  | Anmerkung                                                  |
| ---------------- | ------ | ------------------ | ---------------------------------------------------------- |
| 10.5.0           | 9A581  | 26. Oktober 2007   | Erste veröffentlichte Version                              |
| 10.5.1           | 9B18   | 15. November 2007  | Erweitert und optimiert die Firewall                       |
| 10.5.2           | 9C31   | 11. Februar 2008   | Zahlreiche Änderungen                                      |
| 10.5.3           | 9D34   | 28. Mai 2008       | Über 220 Änderungen, Sicherheitsupdates                    |
| 10.5.4           | 9E17   | 30. Juni 2008      | Fehlerbehebungen, Sicherheitsupdates                       |
| 10.5.5           | 9F33   | 15. September 2008 | Fehlerbehebungen, Sicherheitsupdates                       |
| 10.5.6           | 9G55   | 16. Dezember 2008  | Zahlreiche Änderungen, Sicherheitsupdates                  |
| 10.5.7           | 9J61   | 12. Mai 2009       | Codename „Juno.“ Zahlreiche Änderungen, Sicherheitsupdates |
| 10.5.8           | 9L30   | 5. August 2009     | Codename „Loki.“ Zahlreiche Änderungen                     |